# رابطة الفولاذ العالمية
رابطة الفولاذ العالمية (بالإنجليزية: World Steel Association)‏ هي هيئة تجارية عالمية مختصة بصناعتي الحديد والفولاذ. إن رابطة الفولاذ العالمية هي منظمة غير ربحية مقرها في بروكسل في بلجيكا، ولديها مكتب فرعي في مدينة بكين الصينية.
تضم رابطة الفولاذ العالمية عدداً معتبراً من منتجي الصلب والحديد حول العالم، وهي تصدر قائمة سنوية بأهم المنتجين في هذا المضمار.